# 芸能わらいえて 目で見る百年史
『芸能わらいえて 目で見る百年史』（げいのうわらいえて めでみるひゃくねんし）は、1967年7月4日から同年9月26日までNET（現・テレビ朝日）系列局で、同年10月6日から1968年3月29日まで東京12チャンネル（現・テレビ東京）で放送された毎日放送（MBS）制作のトークバラエティ番組である。NET系列局では全13回、東京12チャンネルでは全26回。東京でのネット局および放送時間が変更になった10月以降も、制作局毎日放送ではそれまでと同じ枠で放送された。東京12チャンネルは当初3日遅れだったが、1967年10月31日にMBSが吉田茂国葬関連の特別番組を編成して当番組を休止したため、第18回(東京12チャンネルでの第5回)以降は4日先行していた。しかし第25回・東京12チャンネル12月22日放送分「午前11時58分」をMBSではレギュラー枠とは違う12月23日（土）に放送したので、以降最終回までは再び3日遅れに戻っている。

## 概要
明治百年に因んで企画された番組で、1868年（明治元年）から1967年（昭和42年）当時に至るまでの大衆芸能に対しての感想を中心に、その時々の世相をユーモアと笑いで紹介していた。かつてこの枠で放送された『なんでも百年史』と同系統の番組だが、この番組は「芸能」の百年をテーマにしていた。なお、1967年7月4日から7月11日までの2回分は、『わらいえて芸能百年史』（わらいえてげいのうひゃくねんし）というタイトルで放送された。

## 放送時間
いずれもJST。
- 火曜 22:30 - 23:00 （毎日放送及びNET系列のネット局）
- 金曜 22:00 - 22:30 （東京12チャンネル）

## 出演者

### 司会
- 永六輔
- 若井はんじ・けんじ

### レギュラー
- 漫画トリオ

### ゲスト
- 楠トシエ
- 大森金太郎
- 松鶴家千代若・千代菊
- 花菱アチャコ
- 柳永二郎
- ほか

## 備考
- 関東地区ではこの番組が東京12チャンネルネットへと移行した後、NETテレビの火曜22時台は1時間枠に統一され、同枠放送番組の制作権がNETテレビへと移行。同時に、NET系列の火曜21時台と22時台は半年間ローカルセールスへ降格された。
- 東京12チャンネルネット移行後の1967年11月3日放送分は、22:00 - 23:00に『ビリー・グラハム国際大会』が編成されたことから、23:00 - 23:30に繰り下げて放送された。